# Francesco Martio
Francesco Martio (Tivoli, 1608 – 11 aprile 1662) è stato uno storico italiano.

## Biografia
Francesco Martio o Marzi, dottore in diritto e giureconsulto, fu canonico della cattedrale di Tivoli, sua città natale, sebbene non ecclesiastico.. Fu l'autore delle Historie Tiburtine, con edizioni del 1646 e del 1653, che andarono presto esaurite. Stava ampliando il suo volume, con nuove aggiunte, ma morì prematuramente. Il fratello Carlo pubblicò allora una nuova edizione nel 1665 dal titolo Historia ampliata di Tivoli scritta dal Canonico Francesco Marzi nobile e giureconsulto Tiburtino con due libri de' Vescovi e Governatori di Tivoli. Questi ultimi due libri sono però opera di Michele Giustiniani. Nella Biblioteca Estense Universitaria di Modena è contenuto il manoscritto con segnatura gamma. G.2.3., di 750 pagine dal titolo Istorie Tiburtine, con frammenti riguardanti la città di Tivoli, da cui fu tratta l'opera.
Il manoscritto viene descritto nel Catalogo dei codici e degli autografi posseduti dal marchese Giuseppe Campori, parte prima, Modena 1875, alla pagina 233, n. 457.